# Piz Posta Biala
Piz Posta Biala – szczyt w Alp Glarneńskich, części Alp Zachodnich. Leży w Szwajcarii, w kantonie Gryzonia. Należy do podgrupy Alp Glarneńskich właściwych. Szczyt można zdobyć ze schroniska Grünhornhütte (2448 m) lub Camona da Punteglias (2311 m).